# Rouvres, Eure-et-Loir

Rouvres este o comună în departamentul Eure-et-Loir, Franța. În 1 ianuarie 2022 avea o populație de 818 de locuitori.